# Высокоплан

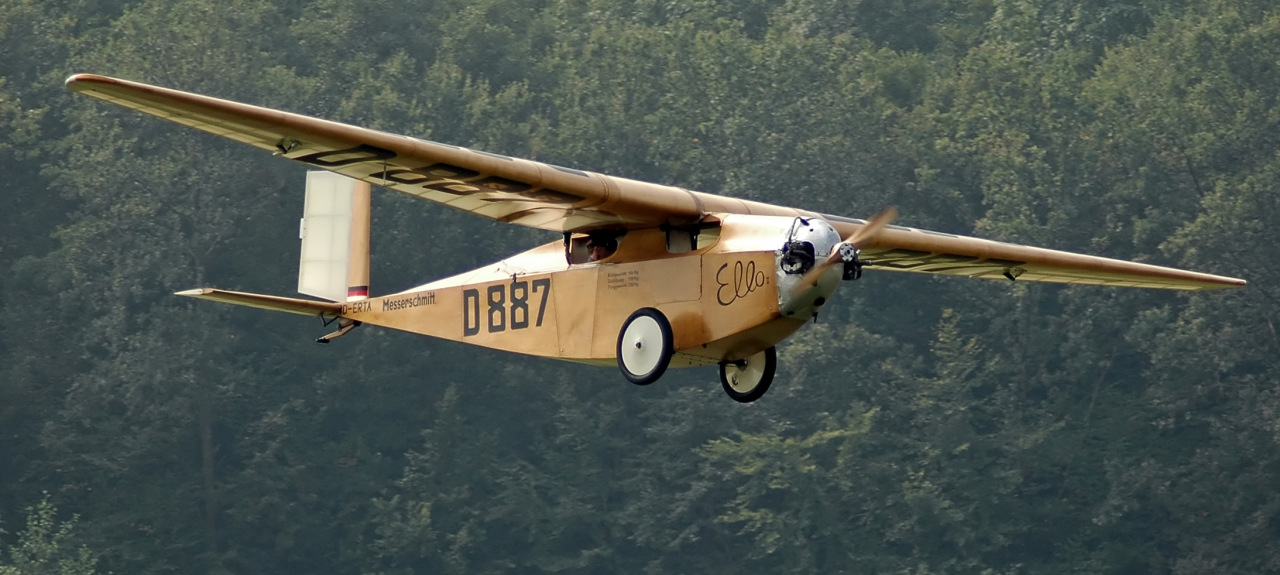
Реплика высокоплана Мессершмитт М17

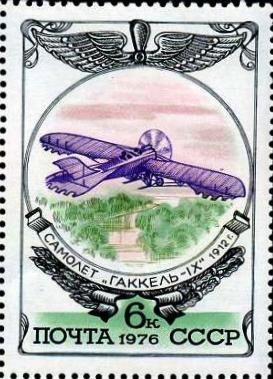
Подкосный моноплан. Марка СССР 1976 года

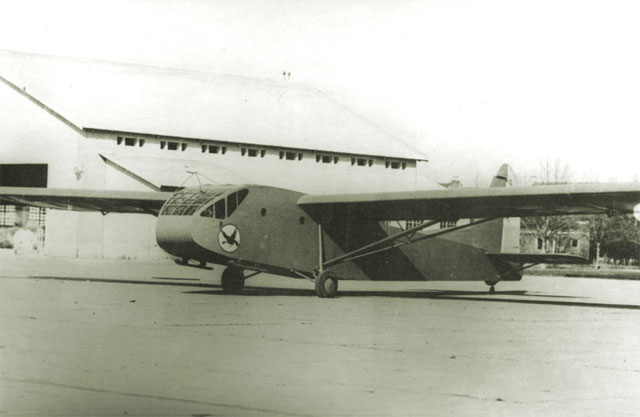
аргентинский I.Ae. 25 Mañque.

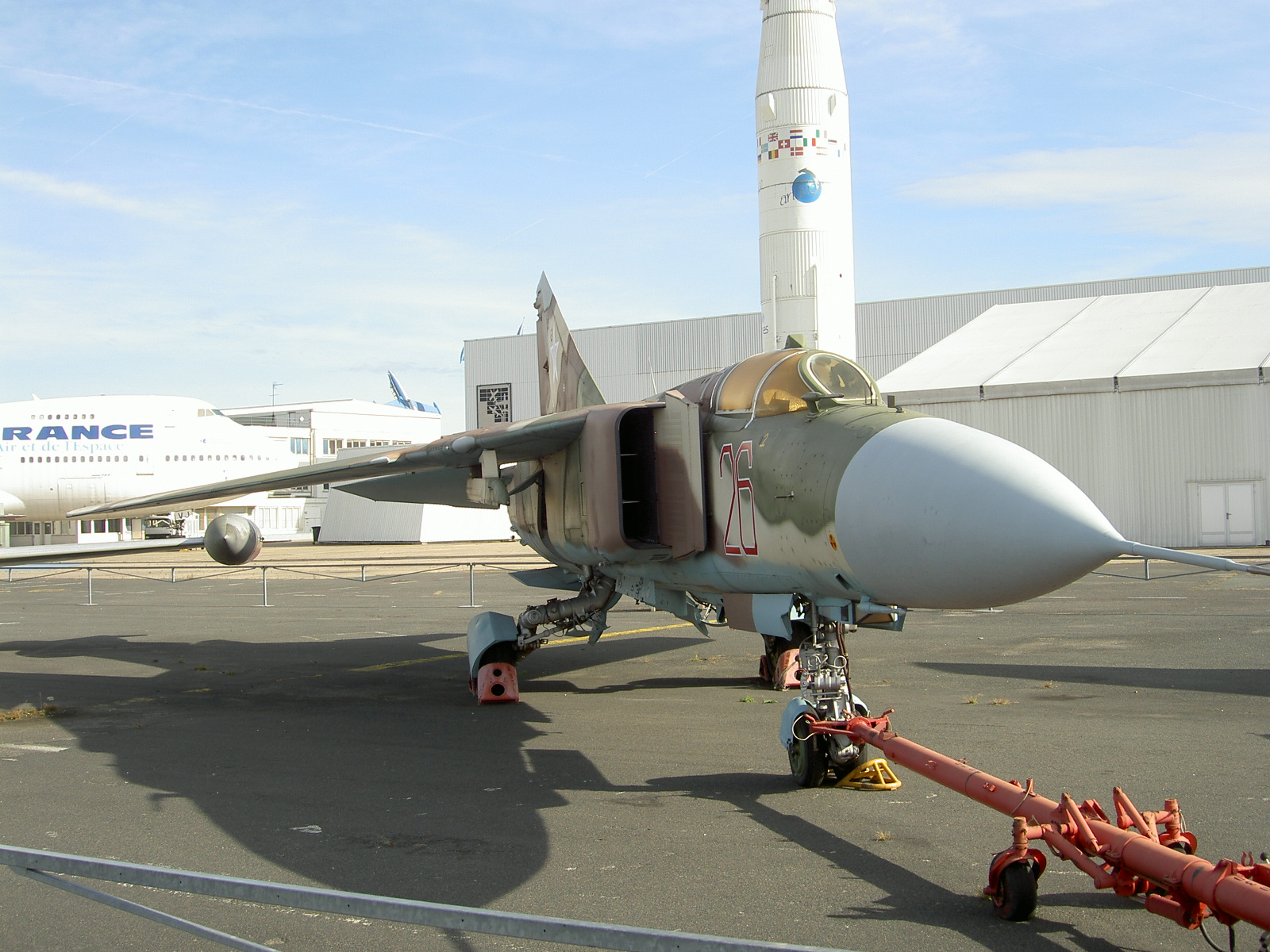
Истребитель МиГ-23 — высокоплан

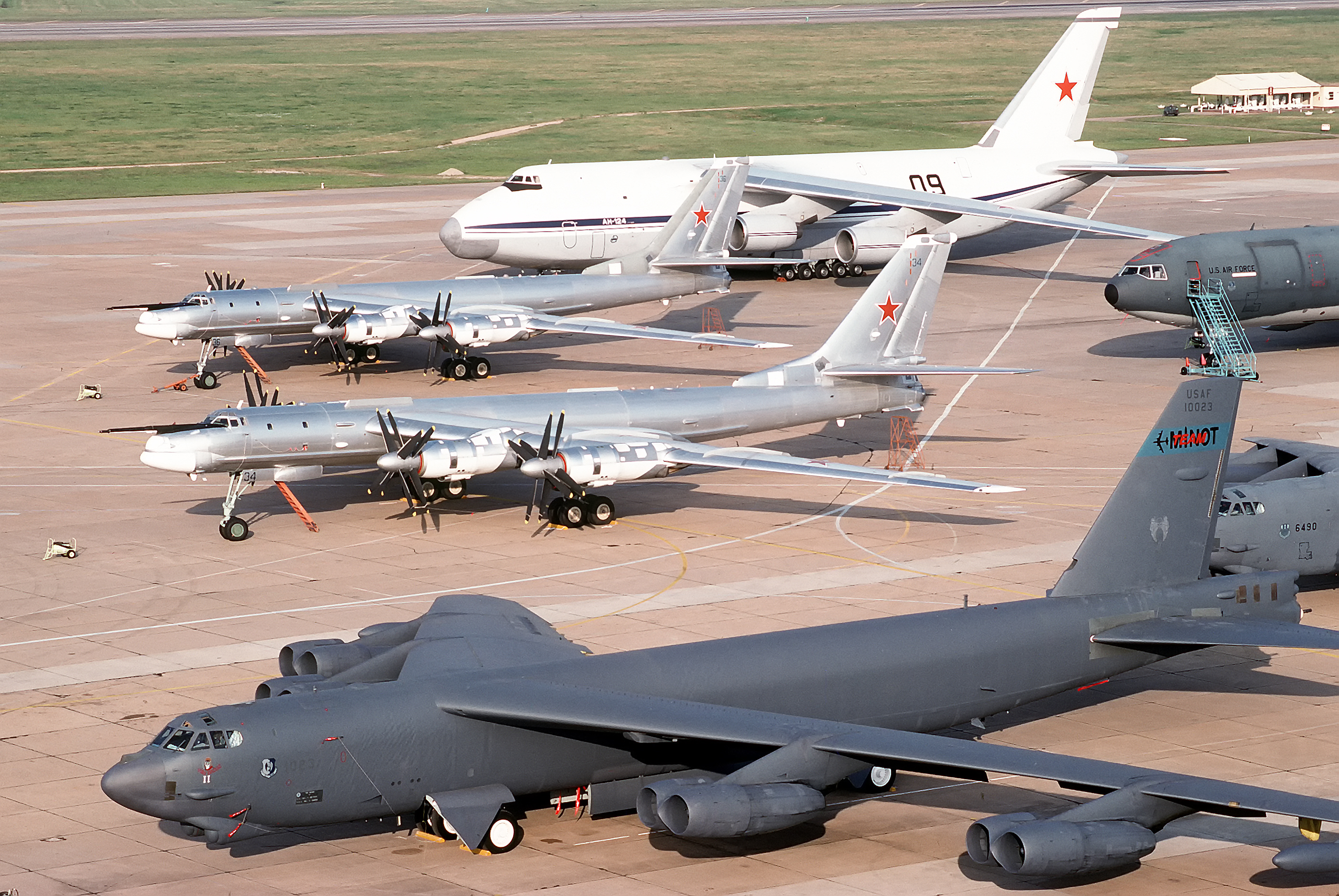
Транспортный Ан-124, бомбардировщики Ту-95 и B-52.

Высокоплан (жарг. верхнеплан) — схема крепления крыла к фюзеляжу самолёта (моноплана), когда крыло проходит через верхнюю половину его сечения, располагается на нём или даже над ним (высокоплан-парасоль).
Если у высокоплана крыло крепится к фюзеляжу (или даже к шасси) при помощи подкосов, то такой моноплан называется подкосным.

## Преимущества высокого расположения крыла
- Низкое относительно земли расположение фюзеляжа, что упрощает и ускоряет загрузку/разгрузку самолёта, особенно — грузовых и военно-транспортных самолётов (в том числе сравнительно легко сделать самолёт, способный принимать на борт крупногабаритные грузы). Кроме этого, высокое расположение плоскостей позволяет транспортно-погрузочной технике свободно передвигаться непосредственно возле фюзеляжа, не объезжая всякий раз самолёт по габариту крыла.  По этой причине при проектировании транспортных самолётов часто используют именно такую компоновку. Например, Ан-12, Ан-22, Ан-26, Ан-32, Ан-72/74, Ан-124, Ан-225, Ил-76, С-130, C-141, C-5, C-17, C-1/C-2, CN-235, C-295 — высокопланы.
- Высокое расположение двигателей и (если таковые имеются) воздушных винтов, что снижает вероятность их повреждения при взлёте и посадке на необорудованных взлётно-посадочных полосах в боевых условиях или, например, в снегах Заполярья.
- Уменьшается паразитная аэродинамическая интерференция крыла с фюзеляжем, характерная для низкоплана.
- Улучшается продольная устойчивость самолёта на больших углах атаки.
- Широкий диапазон эксплуатационных центровок.
- Улучшается обзор в нижней полусфере, что облегчает наблюдение за землёй (в частности — при заходе на посадку).

## Недостатки высокого расположения крыла
- Затрудняется доступ к двигателям и крылу в силу их высокого расположения, — для проведения их технического обслуживания требуются лестницы-стремянки и подъёмники.
- При расположении основных стоек шасси в гондолах на крыле (Ан-24/Ан-26, Fokker 50 и Bombardier Dash 8) их приходится делать весьма длинными, что обусловливает их повышенный вес, сложность конструкции, и, как следствие, более низкую надёжность их механизмов, и это даже при том, что в случае расположения стоек шасси в мотогондолах их длина уже уменьшается на величину диаметра мотогондол. Альтернативное решение заключается в установке шасси в обтекателях на фюзеляже, что уменьшает его колею и соответственно ухудшает курсовую устойчивость самолёта на земле при разбеге и пробеге в условиях бокового ветра.